# Maik Krahberg
Maik Krahberg (Alemania) es un gimnasta artístico alemán, medallista de bronce mundial en 1992 en la competición general individual.

## 1992
En el Mundial de París 1992 consigue la medalla de bronce en la general individual, situado en el podio tras Igor Korobchinsky (oro) y Vitaly Scherbo (plata), ambos del Equipo Unificado.